# Yuanzhao-Tempel

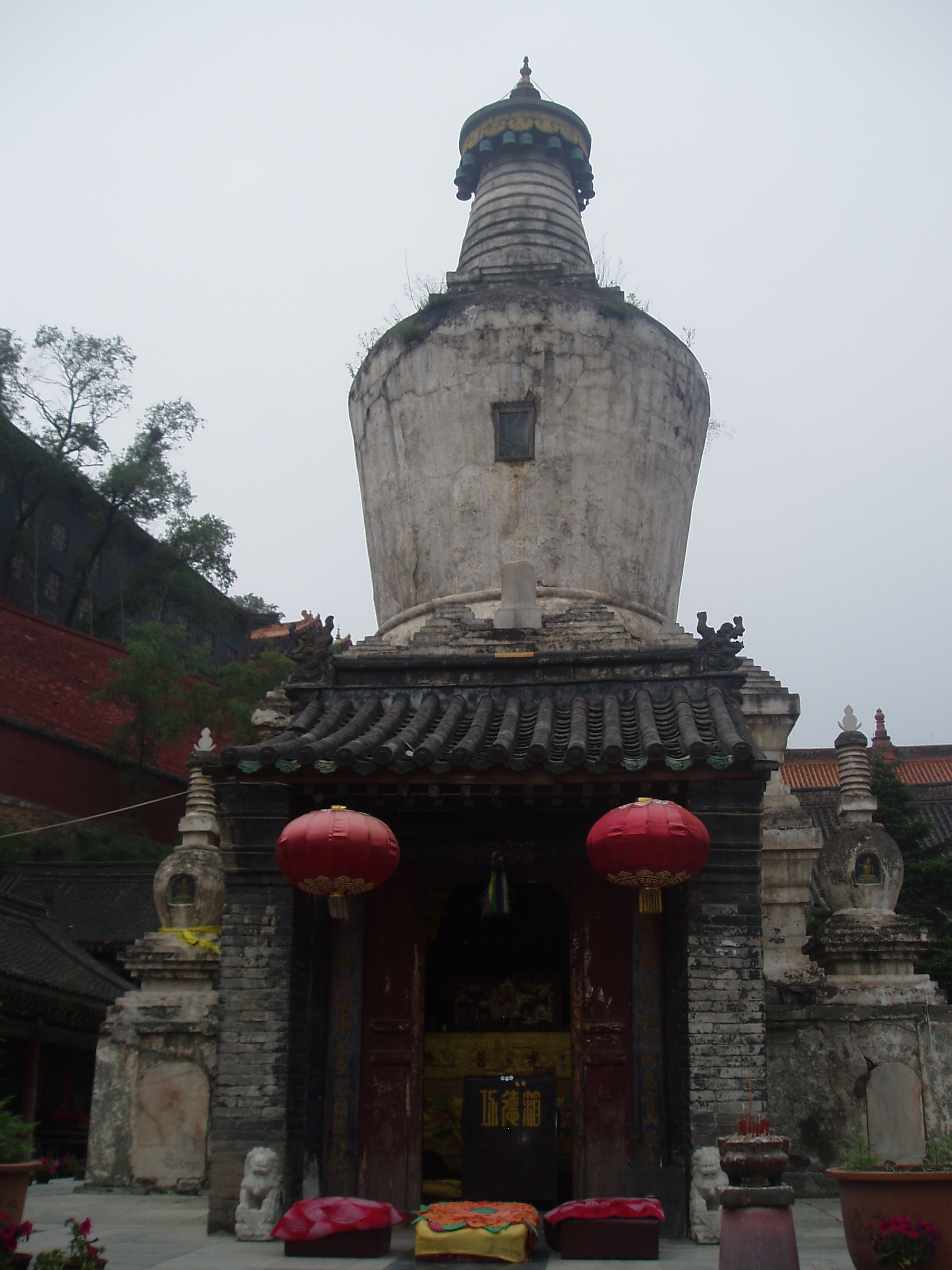
Dagoba (Diamantthron-Pagode)

Der Yuanzhao-Tempel (chinesisch 圆照寺, Pinyin Yuánzhào sì), der früher Puning-Tempel (普宁寺,  Pǔníng sì) hieß, ist ein buddhistischer Tempel im Gebirge Wutai Shan in China. Er befindet sich in Taihuai, Kreis Wutai, in der Provinz Shanxi. Seine berühmte Dagoba im Diamantthron-Pagoden-Stil wurde 1434 während der Ming-Dynastie errichtet. Darin sind die sterblichen Überreste des nepalesischen Mönches Shilisha aufbewahrt.
Als Teil der Alten Architektur des Wutai Shan (Wutai Shan gu jianzhu qun 五台山古建筑群) steht der Tempel seit 1982 auf der Liste der Denkmäler der Volksrepublik China (2-26). 

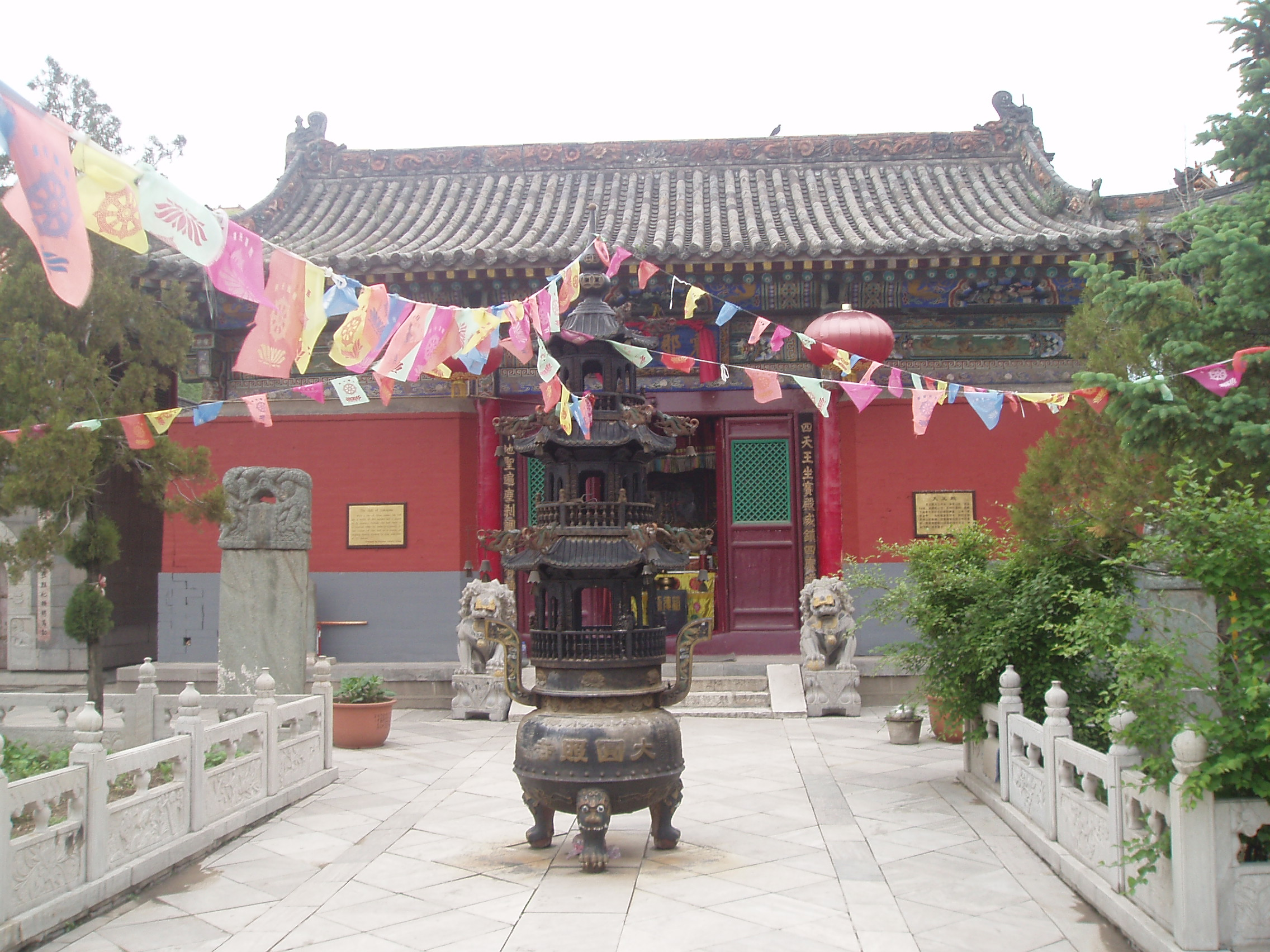
Lokapala-Halle
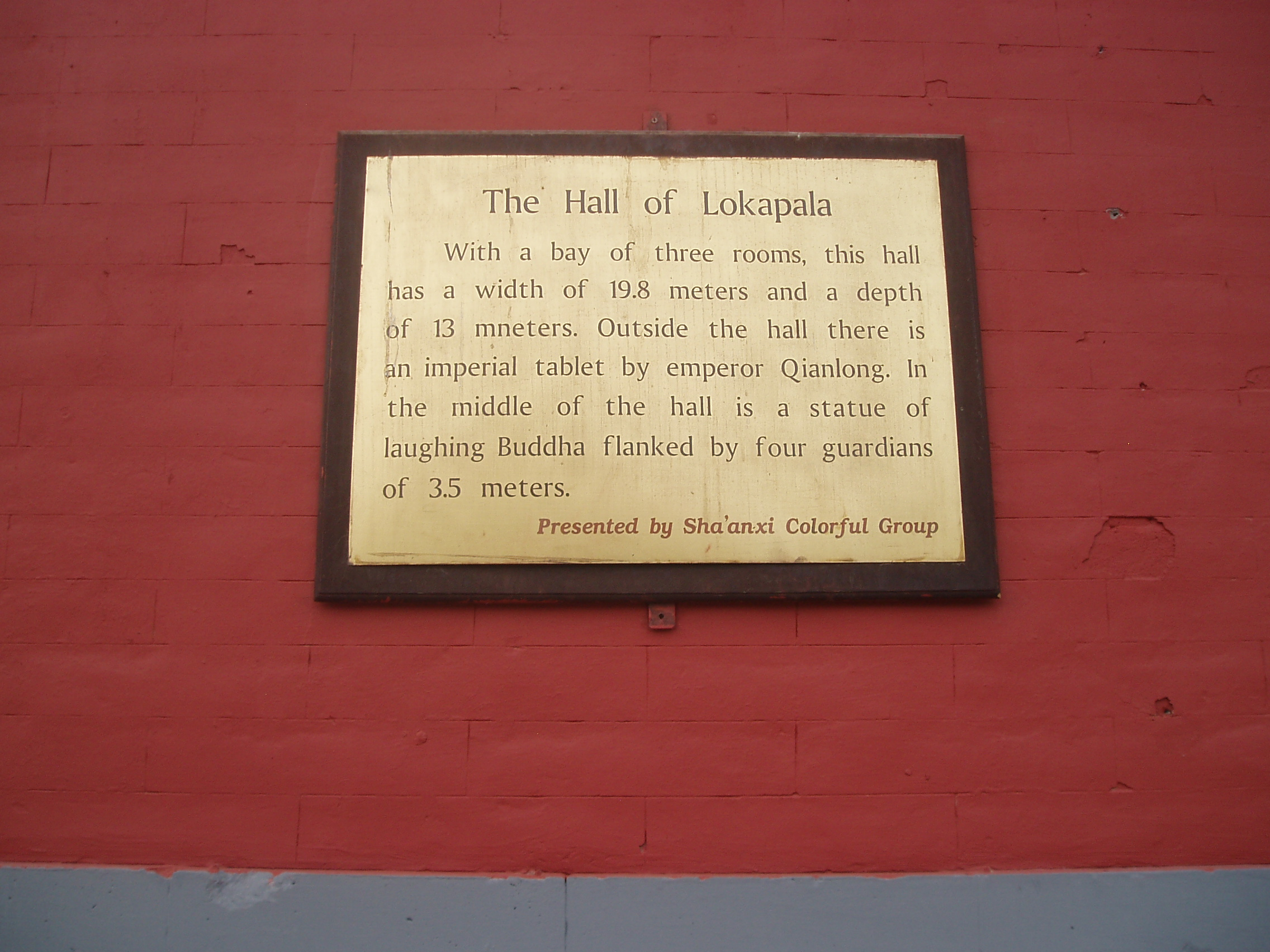
Tafel am Eingang der Lokapala-Halle
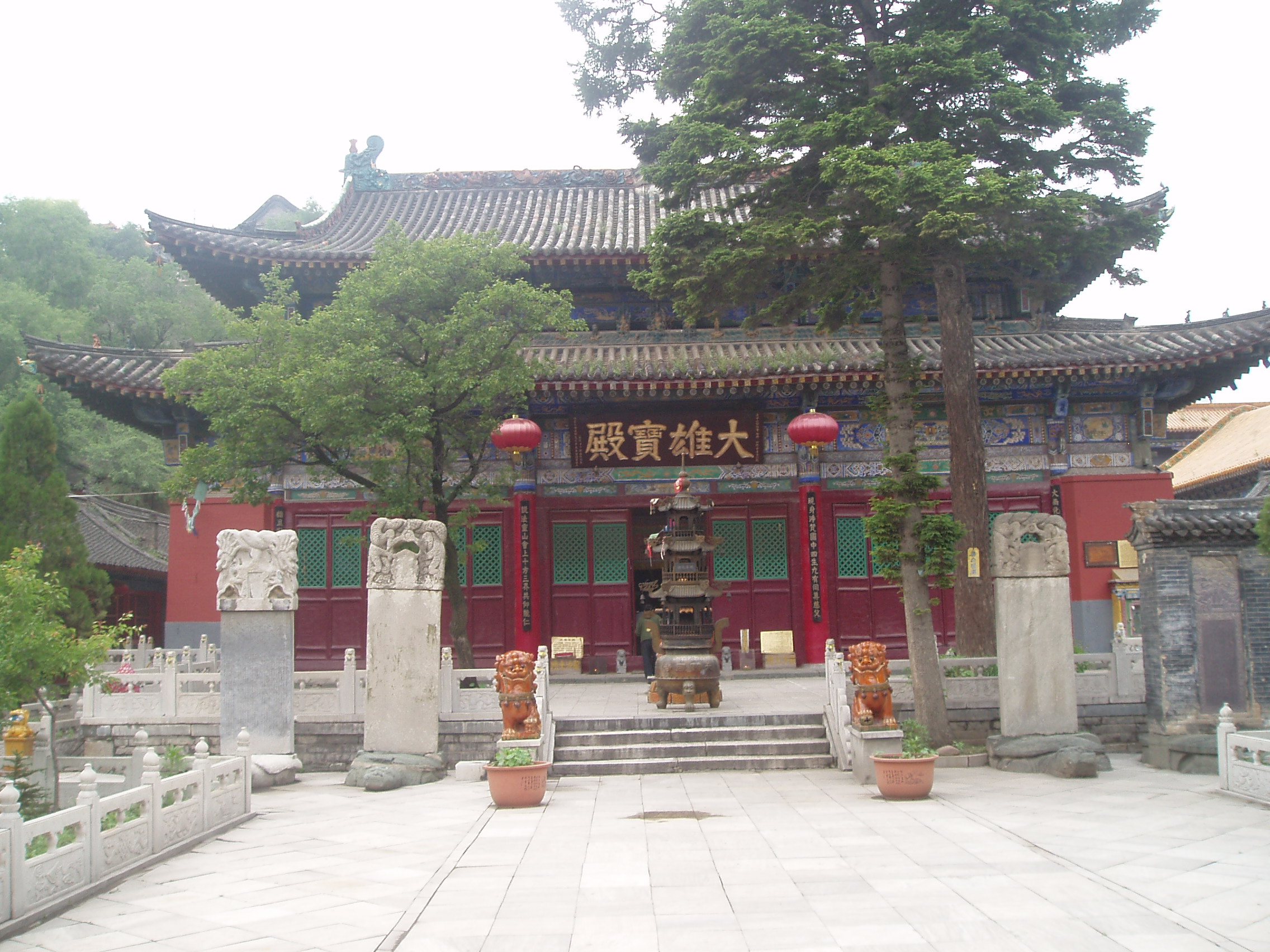
Haupthalle
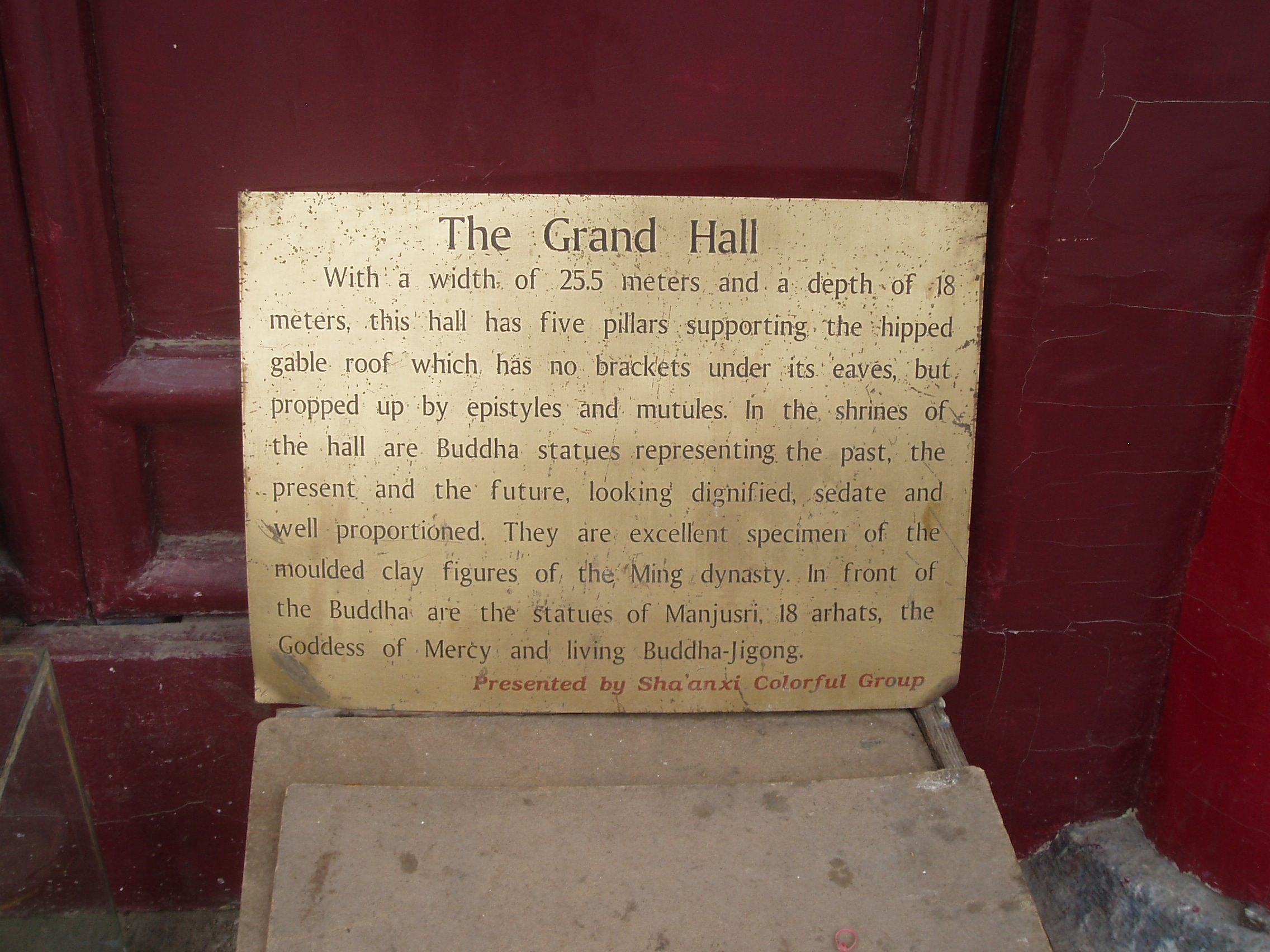
Tafel am Eingang der Haupthalle
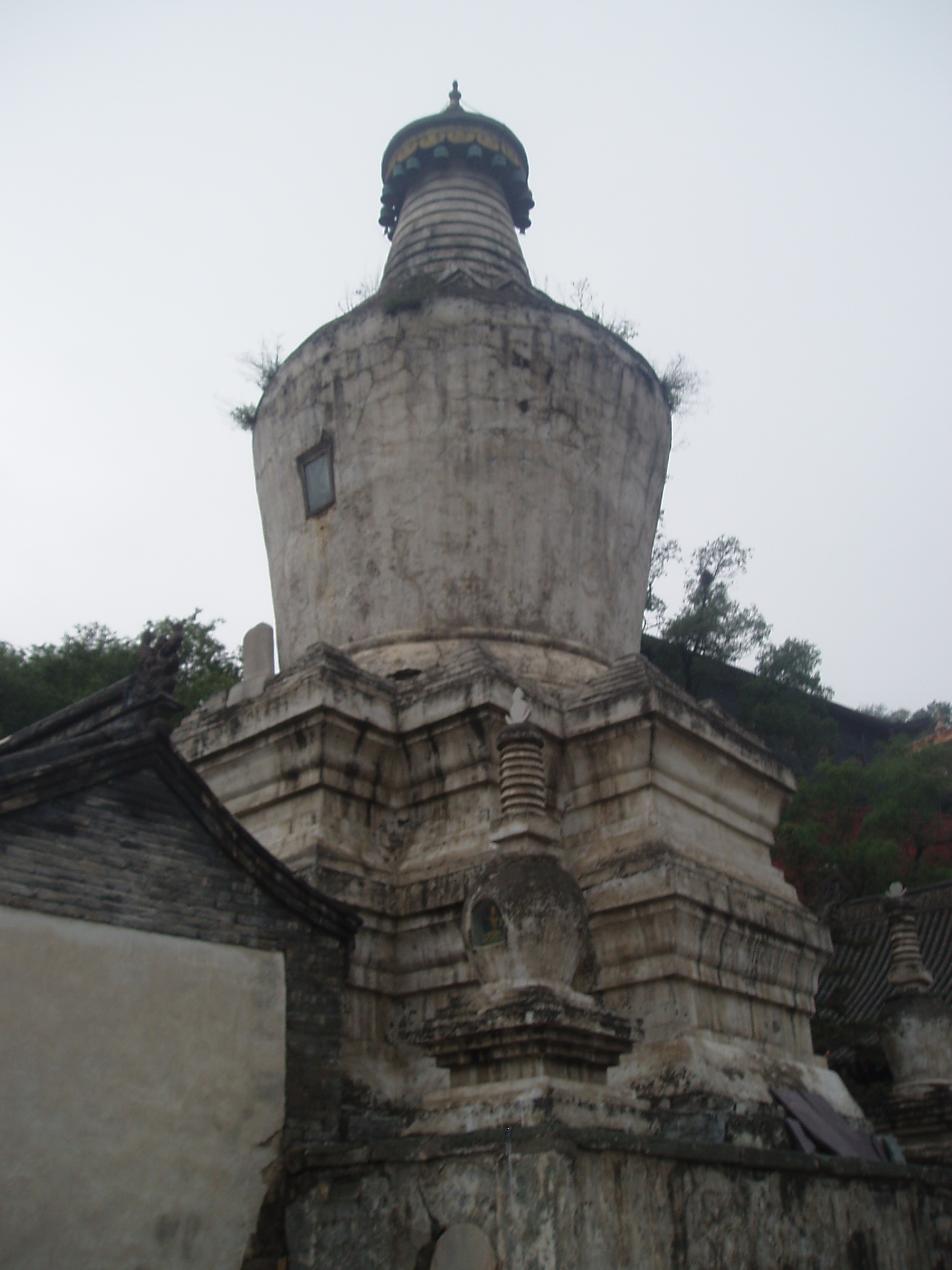
Dagoba